# Brésil aux Jeux olympiques d'hiver de 2006
Le Brésil est représenté par 10 athlètes aux Jeux olympiques d'hiver de 2006 à Turin.

## Délégation
Le tableau suivant montre le nombre d'athlètes brésiliens dans chaque discipline :
| Sport       | Hommes | Femmes | Total |
| ----------- | ------ | ------ | ----- |
| Ski Alpin   | 1      | 1      | 2     |
| Bobsleigh   | 4      | 0      | 4     |
| Ski de fond | 1      | 1      | 2     |
| Snowboard   | 0      | 1      | 1     |
| Total       | 6      | 3      | 9     |

## Résultats

### Ski alpin
Hommes
| Athlète         | Épreuve      | Manche 1      | Manche 2      | Total         | Total |
| Athlète         | Épreuve      | Temps         | Temps         | Temps         | Rang  |
| --------------- | ------------ | ------------- | ------------- | ------------- | ----- |
| Nikolai Hentsch | Slalom Géant | 1 min 27 s 78 | 1 min 27 s 78 | 2 min 55 s 56 | 30    |
| Nikolai Hentsch | Descente     |               |               | 1 min 56 s 58 | 43    |
| Nikolai Hentsch | Super-G      |               |               | DNF           | –     |

Combiné hommes
| Athlète         | Descente      | Slalom   | Slalom   | Total       | Total |
| Athlète         | Temps         | Manche 1 | Manche 2 | Temps total | Rang  |
| --------------- | ------------- | -------- | -------- | ----------- | ----- |
| Nikolai Hentsch | 1 min 45 s 42 | DNF      | –        | DNF         | –     |

Femmes
| Athlète         | Épreuve      | Manche 1      | Manche 2      | Total         | Total |
| Athlète         | Épreuve      | Temps         | Temps         | Temps         | Rang  |
| --------------- | ------------ | ------------- | ------------- | ------------- | ----- |
| Mirella Arnhold | Slalom Géant | 1 min 20 s 17 | 1 min 29 s 00 | 2 min 49 s 17 | 43    |

### Bobsleigh
| Athlète                                                          | Épreuve | Final         | Final    | Final         | Final           | Final           | Final |
| Athlète                                                          | Épreuve | Manche 1      | Manche 2 | Manche 3      | Manche 4        | Total           | Rang  |
| ---------------------------------------------------------------- | ------- | ------------- | -------- | ------------- | --------------- | --------------- | ----- |
| Ricardo Raschini Márcio Silva Claudinei Quirino Edson Bindilatti | Bob à 4 | 1 min 00 s 31 | 58 s 51  | 1 min 00 s 12 | Did not advance | Did not advance | 25    |

### Ski de fond
Hommes
| Athlète       | Épreuve         | Final         | Final |
| Athlète       | Épreuve         | Total         | Rang  |
| ------------- | --------------- | ------------- | ----- |
| Hélio Freitas | 15 km classique | 54 min 06 s 8 | 93    |

Femmes
| Athlète          | Épreuve         | Final         | Final |
| Athlète          | Épreuve         | Total         | Rang  |
| ---------------- | --------------- | ------------- | ----- |
| Jaqueline Mourão | 10 km classique | 35 min 59 s 7 | 67    |

### Snowboard
Snowboard Cross
| Athlète              | Épreuve               | Qualification | Qualification | 1/8 de finale | Quart de finale | Demi finale     | Finals                | Finals |
| Athlète              | Épreuve               | Temps         | Rang          | Position      | Position        | Position        | Position              | Rang   |
| -------------------- | --------------------- | ------------- | ------------- | ------------- | --------------- | --------------- | --------------------- | ------ |
| Isabel Clark Ribeiro | Snowboard Cross femme | 1 min 30 s 12 | 6 Q           | n/a           | 3               | Did not advance | Classification 9–12 1 | 9      |

## Médailles
|        | Médaille d'or | Médaille d'argent | Médaille de bronze | Total |
| ------ | ------------- | ----------------- | ------------------ | ----- |
| Brésil | 0             | 0                 | 0                  | 0     |